# Synhomelix
Synhomelix is een kevergeslacht uit de familie van de boktorren (Cerambycidae). De wetenschappelijke naam van het geslacht werd voor het eerst geldig gepubliceerd in 1893 door Kolbe.

## Soorten
Synhomelix omvat de volgende soorten:
- Synhomelix annulicornis (Chevrolat, 1855)
- Synhomelix kivuensis Breuning, 1956